# Espostoa senilis
Espostoa senilis är en kaktusväxtart som först beskrevs av Friedrich Ritter, och fick sitt nu gällande namn av Nigel Paul Taylor. Espostoa senilis ingår i släktet Espostoa och familjen kaktusväxter. Inga underarter finns listade i Catalogue of Life.